# Erythemis carmelita
Erythemis carmelita is een libellensoort uit de familie van de korenbouten (Libellulidae), onderorde echte libellen (Anisoptera).
De soort staat op de Rode Lijst van de IUCN als niet bedreigd, beoordelingsjaar 2007.
De wetenschappelijke naam Erythemis carmelita is voor het eerst geldig gepubliceerd in 1923 door Williamson.